# کلود کلی

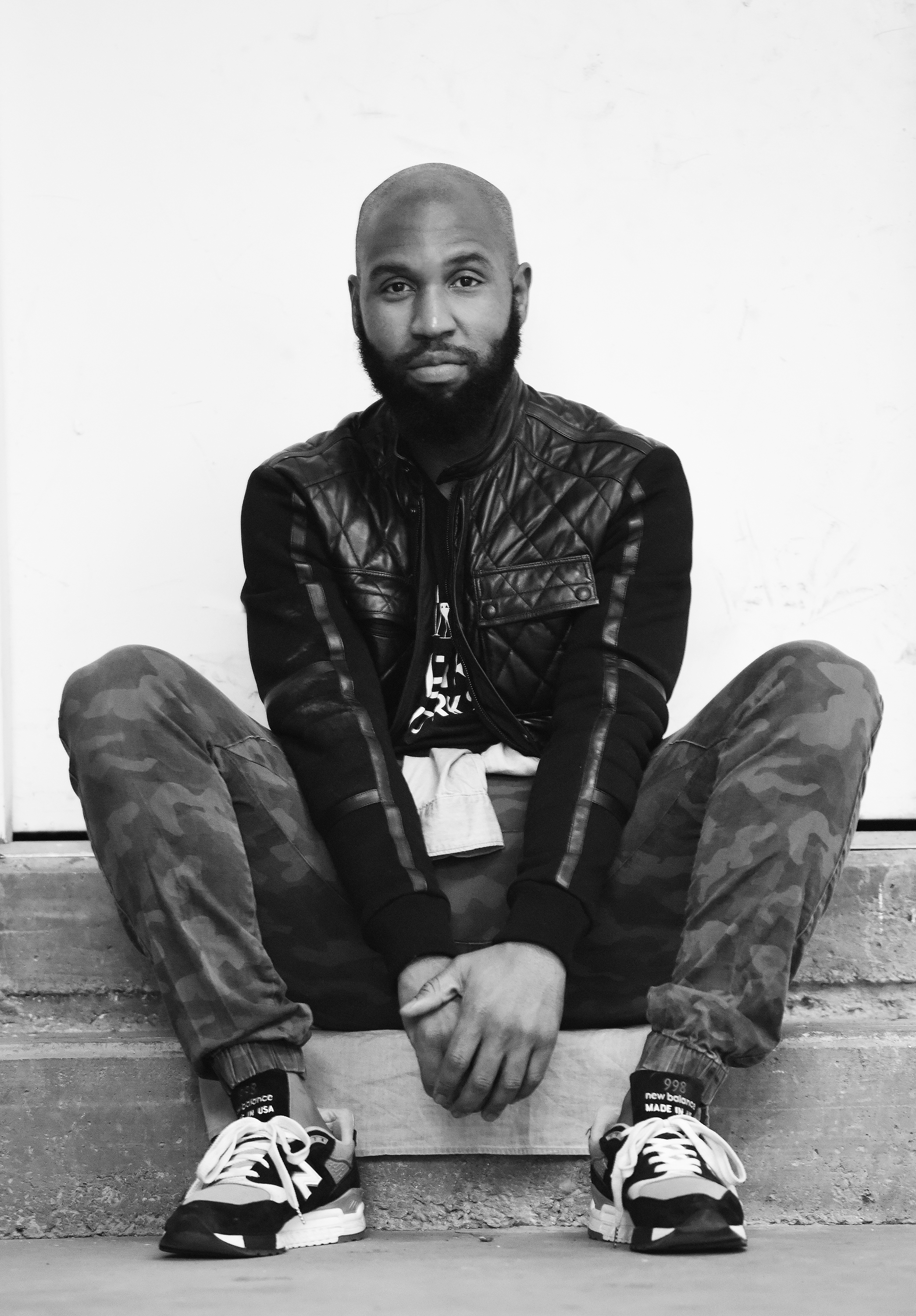
کلود کلی

کلود کلی (انگلیسی: Claude Kelly؛ زادهٔ ۲۳ اوت ۱۹۸۱) یک موسیقی‌دان اهل ایالات متحده آمریکا است.